# Чемпионат мира по фехтованию 2010

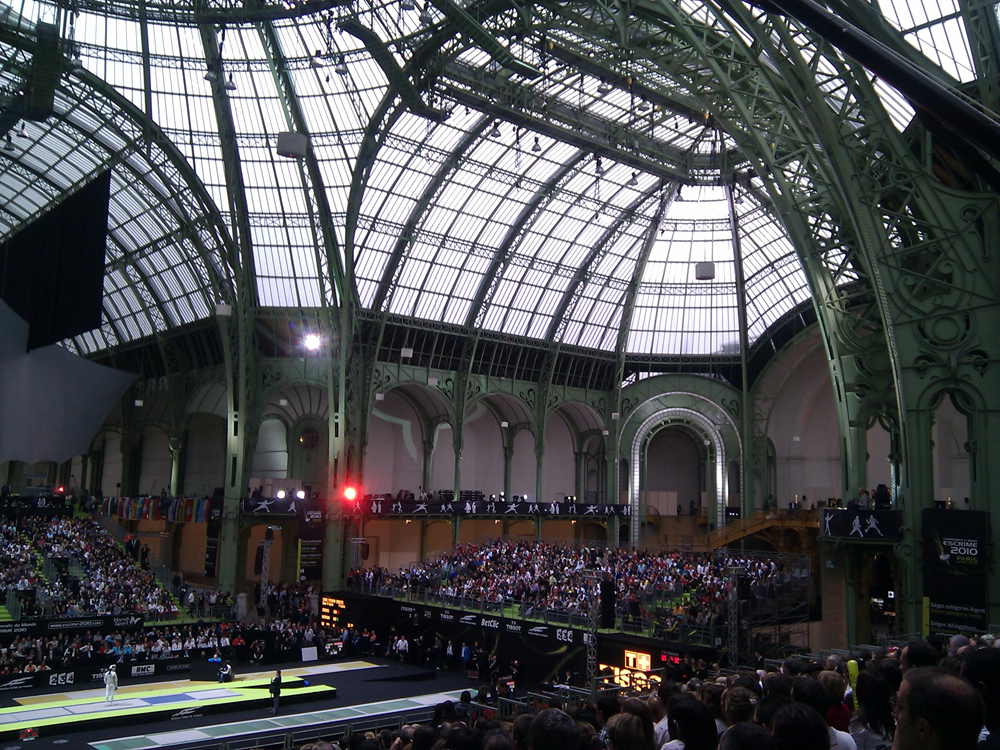
Большой дворец (Париж) во время чемпионата мира

Чемпионат мира по фехтованию 2010 года проходил в парижском Большом дворце с 4 по 13 ноября под эгидой Международной федерации фехтования. Разыгрывалось 12 комплектов наград: в индивидуальном и командном первенствах по фехтованию на шпагах, рапирах и саблях среди мужчин и женщин. Сначала были разыграны награды во всех 6 личных видах, а затем в командных.
Париж 4-й раз в истории принимал чемпионат мира по фехтованию после 1937 (самый первый чемпионат), 1957 и 1965 годов. Во Франции чемпионат мира последний раз проходил в 2001 году в Ниме.
В чемпионате принимали участие около 950 спортсменов из 110 стран.
Знаменитая рапиристка Валентина Веццали, победив в командном первенстве в составе сборной Италии, довела число своих титулов чемпионки мира до 12.

## Общий медальный зачёт
| Место | Страна           | Золото | Серебро | Бронза | Всего |
| ----- | ---------------- | ------ | ------- | ------ | ----- |
| 1     | Италия           | 2      | 3       | 2      | 7     |
| 2     | Франция          | 2      | 1       | 2      | 5     |
| 3     | Россия           | 2      | 0       | 3      | 5     |
| 4     | Германия         | 1      | 2       | 0      | 2     |
| 5     | США              | 1      | 1       | 1      | 3     |
| 6     | Китай            | 1      | 1       | 0      | 2     |
| 7     | Республика Корея | 1      | 0       | 3      | 3     |
| 8     | Румыния          | 1      | 0       | 2      | 2     |
| 9     | Эстония          | 1      | 0       | 0      | 1     |
| 10    | Украина          | 0      | 2       | 1      | 3     |
| 11    | Венгрия          | 0      | 1       | 2      | 3     |
| 12    | Польша           | 0      | 1       | 0      | 1     |
| 13    | Япония           | 0      | 0       | 2      | 2     |
| Всего | Всего            | 12     | 12      | 18     | 42    |

## Медалисты

### Мужчины

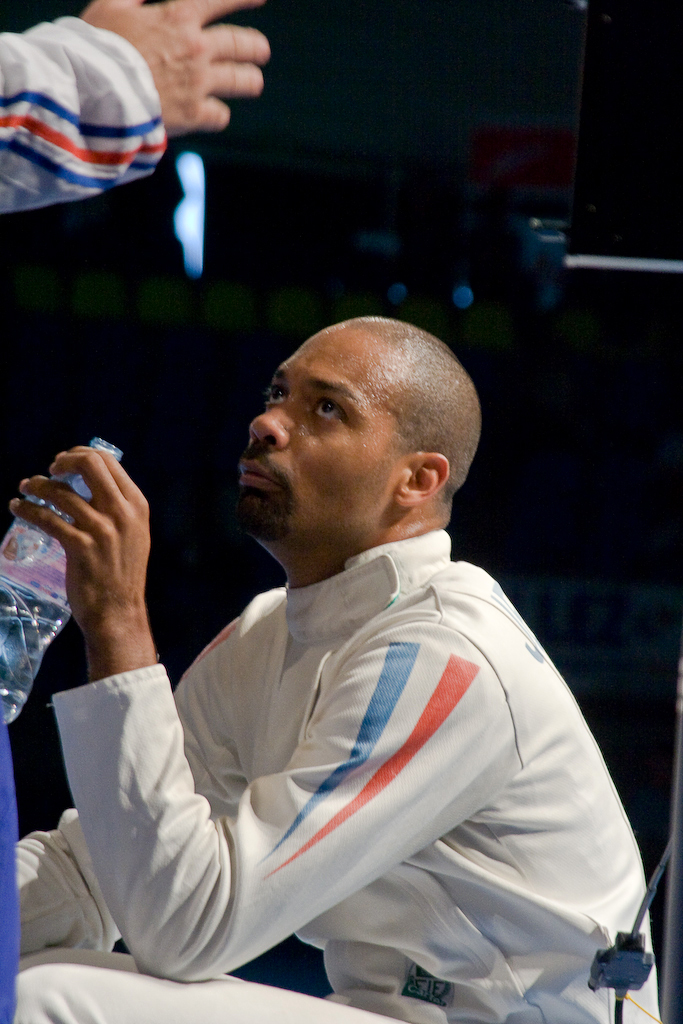
Француз Жером Жанне (фото 2007 года) выиграл в Париже 4-е в карьере золото чемпионатов мира в командном турнире шпажистов

| Дисциплина                  | Золото                                                                          | Серебро                                                                          | Бронза                                                                                 |
| Шпага Личное первенство     | Николай Новосёлов Эстония                                                       | Готье Грюмье Франция                                                             | Габор Бочко Венгрия                                                                    |
| Шпага Личное первенство     | Николай Новосёлов Эстония                                                       | Готье Грюмье Франция                                                             | Жан-Мишель Люсене Франция                                                              |
| Шпага Командное первенство  | Франция · Готье Грюмье · Жером Жанне · Жан-Мишель Люсене · Ульриш Робери        | США · Бенджамин Бреттон · Уэстон Келси · Коди Мэттерн · Бенджамин Ангер          | Венгрия · Габор Бочко · Геза Имре · Андраш Редли · Петер Сомфаи                        |
| Рапира Личное первенство    | Петер Йоппих Германия                                                           | Лэй Шэн КНР                                                                      | Герек Мейнхардт США                                                                    |
| Рапира Личное первенство    | Петер Йоппих Германия                                                           | Лэй Шэн КНР                                                                      | Юки Ота Япония                                                                         |
| Рапира Командное первенство | Китай · Хуан Лянцай · Лэй Шэн · Чжан Лянлян · Чжу Цзюнь                         | Италия · Валерио Аспромонте · Андреа Бальдини · Стефано Баррера · Андреа Кассара | Япония · Сугуру Авадзи · Кэнта Сида · Рё Миякэ · Юки Ота                               |
| Сабля Личное первенство     | Вон У Ён Республика Корея                                                       | Николас Лимбах Германия                                                          | Космин Хэнчану Румыния                                                                 |
| Сабля Личное первенство     | Вон У Ён Республика Корея                                                       | Николас Лимбах Германия                                                          | Вениамин Решетников Россия                                                             |
| Сабля Командное первенство  | Россия · Николай Ковалёв · Алексей Якименко · Вениамин Решетников · Артём Занин | Италия · Луиджи Самеле · Луиджи Тарантино · Альдо Монтано · Диего Оккьюцци       | Румыния · Тибериу Долничану · Рареш Думитреску · Космин Хэнчану · Джелу Флорин Заломир |

### Женщины
| Дисциплина                  | Золото                                                                               | Серебро                                                                            | Бронза                                                                |
| Шпага Личное первенство     | Морин Низима Франция                                                                 | Эмеше Сас Венгрия                                                                  | Татьяна Логунова Россия                                               |
| Шпага Личное первенство     | Морин Низима Франция                                                                 | Эмеше Сас Венгрия                                                                  | Натали Моэльхаузен Италия                                             |
| Шпага Командное первенство  | Румыния · Анка Мэрою · Симона Александру · Ана Мария Брынзэ · Лоредана Йордэкьою     | Германия · Бритта Хайдеман · Имке Дуплитцер · Моника Зоцанска · Рикарда Мультерер  | Республика Корея · Син А Рам · Юн Хё Юн · О Ён Хи · Пак Сэ Ра         |
| Рапира Личное первенство    | Элиза Ди Франчиска Италия                                                            | Арианна Эрриго Италия                                                              | Нам Хён Хи Республика Корея                                           |
| Рапира Личное первенство    | Элиза Ди Франчиска Италия                                                            | Арианна Эрриго Италия                                                              | Валентина Веццали Италия                                              |
| Рапира Командное первенство | Италия · Элиза Ди Франчиска · Арианна Эрриго · Валентина Веццали · Илария Сальватори | Польша · Катажина Крычало · Каролина Хлевиньская · Анна Рыбицкая · Сильвия Грухала | Республика Корея · О Ха На · Чон Хи Сук · Се Ми Джун · Нам Хён Хи     |
| Сабля Личное первенство     | Мариэль Загунис США                                                                  | Ольга Харлан Украина                                                               | Елена Хомровая Украина                                                |
| Сабля Личное первенство     | Мариэль Загунис США                                                                  | Ольга Харлан Украина                                                               | Софья Великая Россия                                                  |
| Сабля Командное первенство  | Россия · Светлана Кормилицына · Дина Галиакбарова · Софья Великая · Юлия Гаврилова   | Украина · Ольга Жовнир · Ольга Харлан · Елена Хомровая · Галина Пундик             | Франция · Сесилия Бердер · Леонор Перрюс · Соленн Мари · Кароль Вернь |